# Ducado de Siewierz
El Ducado de Siewierz era un ducado de Silesia con su capital en Siewierz. La región era parte del ducado de Silesia original, fundado después de la muerte del Duque Boleslao III el Bocatorcida en 1138 durante los tiempos de la fragmentación de Polonia. 

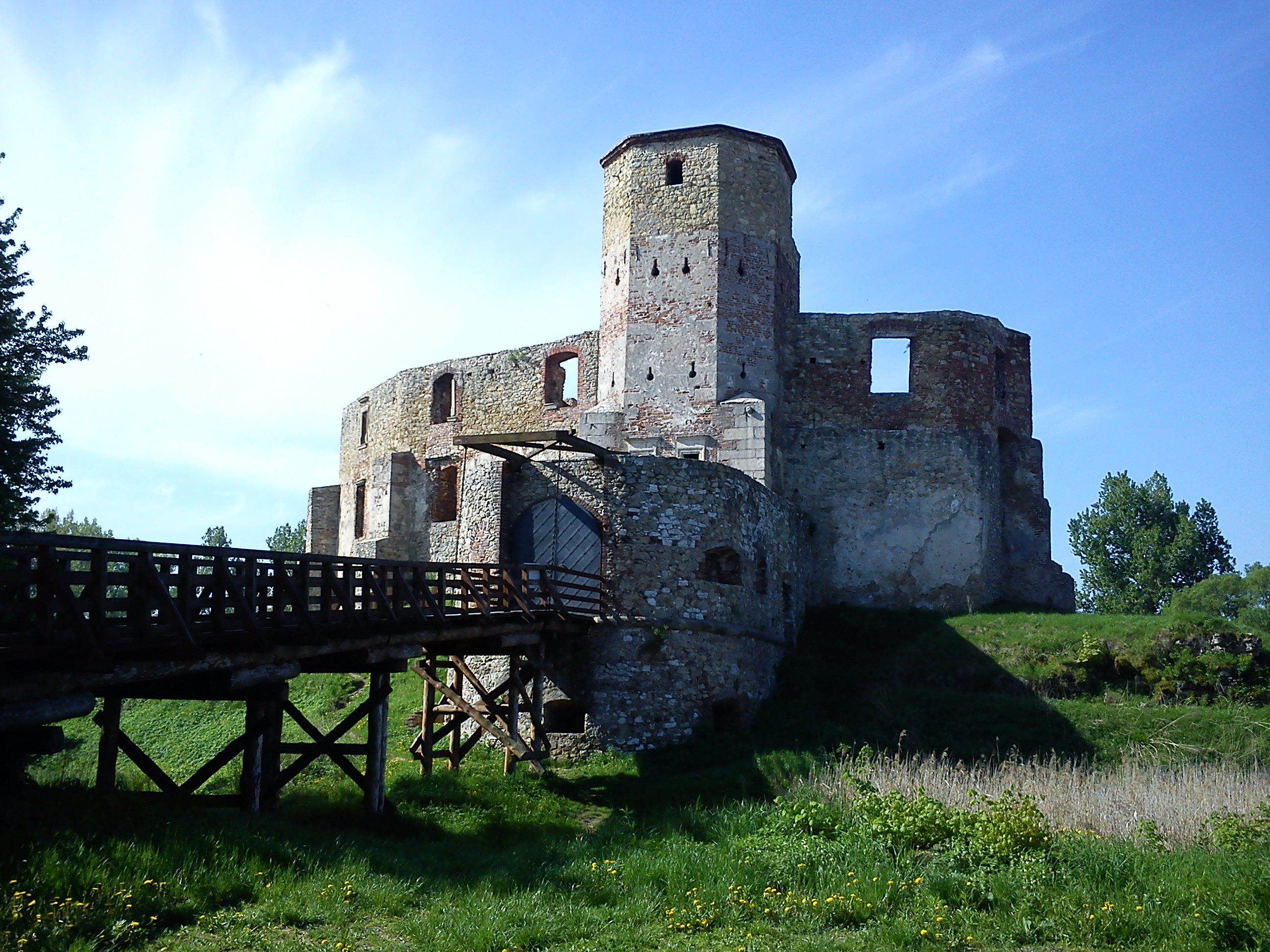
Castillo de Siewierz.

Siewierz en la Alta Silesia era gobernado por los Piastas de Silesia como parte del ducado de Bytom bajo el Duque Casimiro. En 1312 concedió la ciudad a su hijo menor Miecislao, quien renunció a ella en favor de su hermano Boleslao. En 1337 fue adquirida por el Duque Casimiro I de Cieszyn, cuyo vástago Wenceslao I la vendió al Arzobispo de Cracovia en 1443. Zygmunt Gloger en su libro "Historia geográfica de los territorios de la antigua Polonia" ("Geografia historyczna ziem dawnej Polski"), publicado en 1900, escribe que el ducado de Siewierz pertenecía a la Pequeña Polonia, después de que fuera comprado por los Arzobispos de Cracovia.
A partir de 1443, después de la adquisición por el Arzobispo Zbigniew Oleśnicki por 6000 groats de plata, fue junto al ducado de Nysa el único ducado eclesiástico en la región (gobernado por un obispo de la Iglesia católica). En muchos niveles este diminuto principado era casi un 'país dentro de un país': tenía sus propias leyes, tesorería y ejército. 
La unión del ducado con la Pequeña Polonia concluyó cuando en 1790 el Gran Sejm formalmente incorporó el Ducado como territorio de la Corona Polaca en la Mancomunidad Polaca-Lituana. En el curso de la Tercera Partición de Polonia en 1795, el ducado y sus regiones adyacentes fueron anexadas por Prusia e incorporado en la nueva provincia de Nueva Silesia. En 1800 los obispos de Cracovia trasladaron su residencia fuera de Siewierz. 

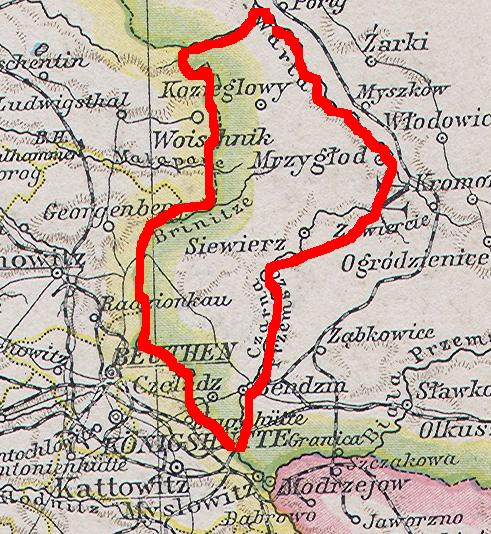
Territorio del antiguo ducado dentro del Congreso de Polonia.

Temporalmente recreado en 1807 por Napoleón como un regalo para su aliado Jean Lannes dentro del Ducado de Varsovia, después del Congreso de Viena los territorios pasaron a formar parte del Congreso de Polonia bajo gobierno imperial ruso. En 1918, Siewierz se convirtió en parte de la Segunda República Polaca, y de 1939 a 1945 fue ocupado por la Alemania Nazi. Los obispos de Cracovia continuaron utilizando el título de Príncipe de Siewierz hasta la muerte de Adam Stefan Sapieha en 1951. Los Duques de Montebello reclaman el título de príncipe de Sievers, debido a ser descendientes del Mariscal Lannes, pero sin ningún reconocimiento de los estados francés o polaco.